# Crédit fournisseur
Le crédit fournisseur est un crédit accordé à l'acheteur par le fournisseur dans le cadre de son contrat commercial. Selon les pays, les branches d'activité et les accords particuliers passés entre un fournisseur et son client, il peut être convenu - en matière commerciale - que le fournisseur soit payé au terme d'un délai déterminé (30 à 90 jours le plus souvent, voire dans certains cas plus longtemps).
Au crédit fournisseur peut être assimilé celui obtenu pour le règlement de différentes charges d'exploitation : Impôts, cotisations sociales, etc.

## Enjeux du Crédit Fournisseur

### Pour le client
Le crédit fournisseur permet de réduire le besoin en fonds de roulement (BFR). Le client a donc intérêt -en principe- à régler ses fournisseurs le plus tard possible.
Cela dit, le prix d'achat avec paiement à crédit du fournisseur n'est pas le plus bas possible : Contrairement aux apparences, le crédit fournisseur n'est pas gratuit. L'acheteur peut en effet demander à bénéficier d'une diminution de prix en cas de paiement comptant : l'escompte pour paiement comptant (soit une réduction de tarif de 2 à 3 %, ce qui peut correspondre en taux annuel à une valeur entre 10 et 20 %).

### Pour le fournisseur
Montants : compris entre 1 et 10 millions d'euros
Durées : 2 à 5 ans.
Garanties : assurance crédit export telle COFACE ou Bpifrance Assurance Export.